# Juan Carlos I (2008)

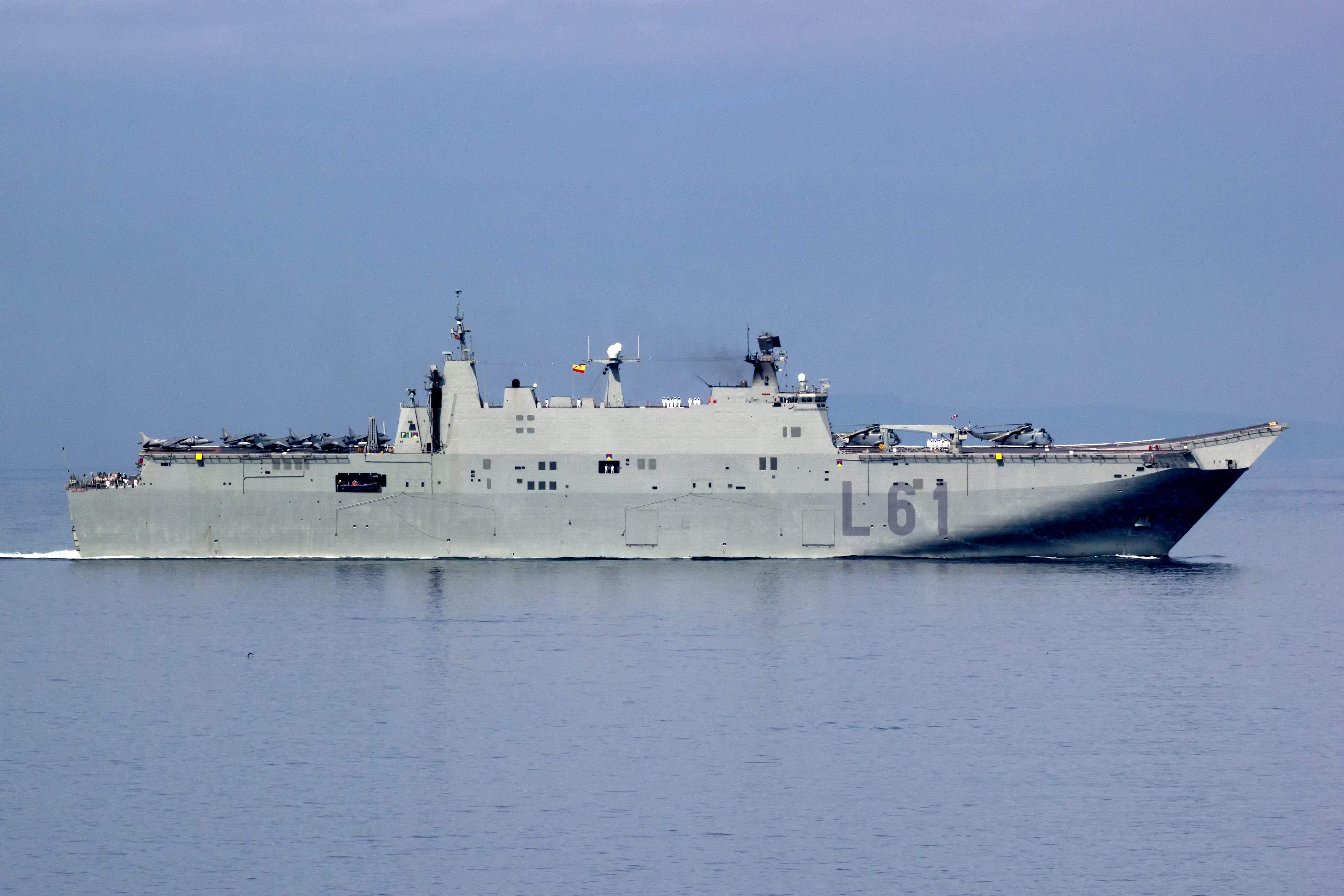
Sylwetka „Juana Carlosa I” (2017)

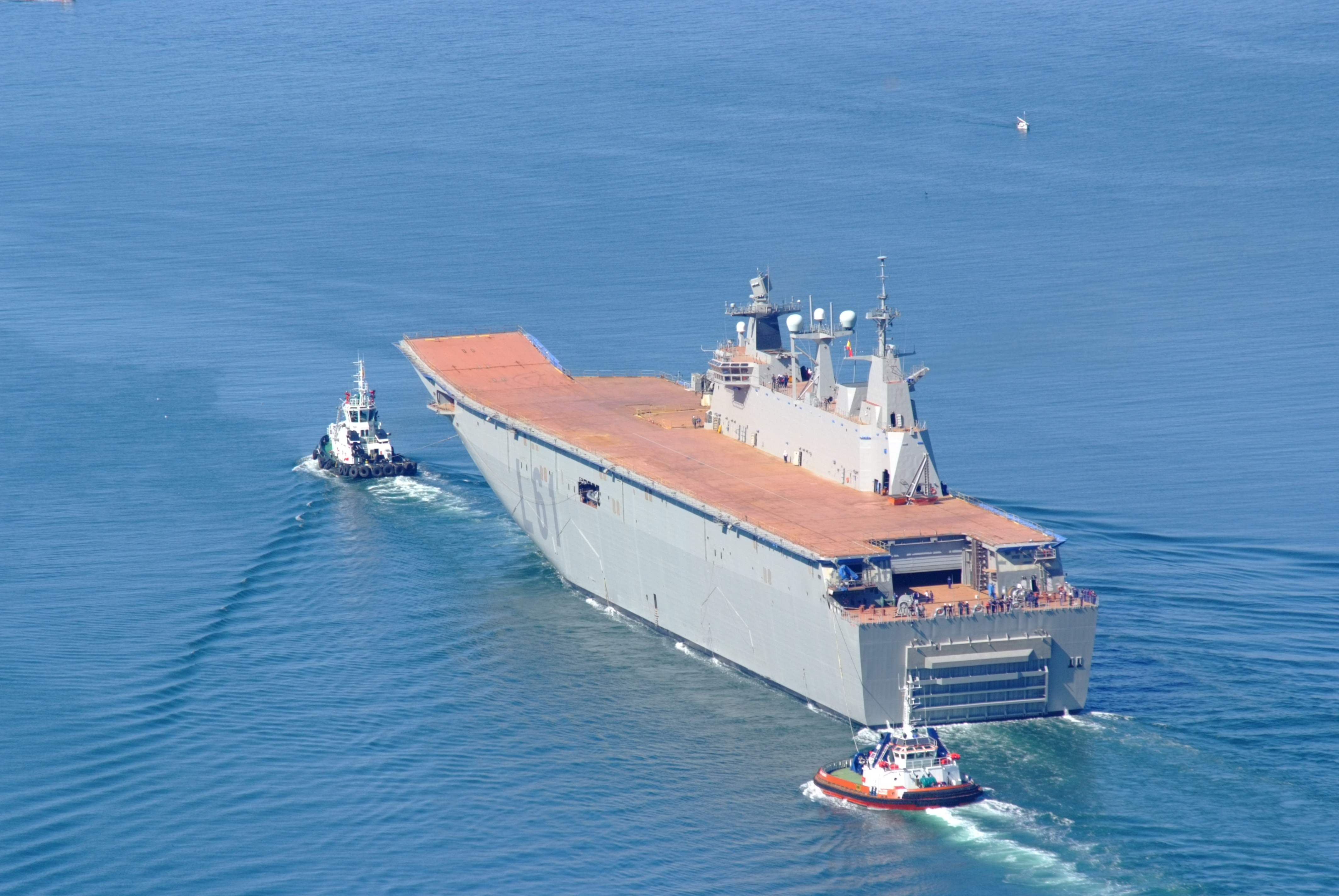
Widok nieukończonego okrętu z góry

Juan Carlos I (L 61) – hiszpański uniwersalny okręt desantowy-lotniskowiec, znajdujący się w służbie od 2010 roku, zbudowany i zaprojektowany w Hiszpanii. Klasyfikowany oryginalnie jako Buque de Proyección Estratégica (okręt projekcji strategicznej). Jest największym okrętem w dziejach marynarki hiszpańskiej. Przejął zadania wycofanego ze służby w 2013 roku lotniskowca „Principe de Asturias”. Dzięki wyposażeniu i możliwościom, jednostka jest predestynowana także do udziału w operacjach humanitarnych. Stanowi jedyny okręt swojego typu w marynarce hiszpańskiej, natomiast na jego bazie zbudowano dwa okręty typu Canberra dla Australii i okręt dla Turcji.
Wyporność pełna okrętu sięga 27 560 ton, a długość całkowita 230,8 m. Napęd w układzie CODLAG stanowią pędniki azymutalne z silnikami elektrycznymi, dla których prąd wytwarzają silniki wysokoprężne i turbina gazowa, co pozwala na osiągnięcie prędkości 21 węzłów. W zależności od misji, może on przenosić do 30 śmigłowców lub 12 samolotów krótkiego lub pionowego startu i lądowania AV-8B Matador. Możliwości transportowe maksymalnie sięgają 170 pojazdów, w tym 46 czołgów, oraz 900 żołnierzy. Może również przenosić w doku cztery barki desantowe.

## Geneza i budowa
Program budowy nowego okrętu desantowego został zainicjowany przez sztab generalny marynarki w maju 2002 roku. Projekt powstał w Hiszpanii w biurze koncernu Navantia i został zatwierdzony we wrześniu 2003 roku. Zdecydowano się na budowę dużej jednostki, według podobnej koncepcji jak amerykańskie okręty klasy LHD typu Wasp lub francuskie desantowce typu Mistral – stanowiącej uniwersalny okręt desantowy z dokiem i ciągłym pokładem lotniczym, umożliwiającym operowanie śmigłowców, a także samolotów. Założono, że okręt będzie specjalnie przystosowany do operowania z niego samolotów krótkiego lub pionowego startu i lądowania, pełniąc rolę pomocniczego lotniskowca, uzupełniającego lekki lotniskowiec „Principe de Asturias”. W marcu 2004 roku podpisano umowę ze stocznią Navantia. Pierwsze czynności związane z budową rozpoczęto w styczniu 2005 roku. Budowę prowadzono metodą modułową, z bloków – blok nr 320 wykonano w Ferrolu, a blok nr 330 równolegle w stoczni w Fene, po czym został dostarczony do Ferrolu. Za datę położenia stępki przyjmowane jest rozpoczęcie cięcia blach w obu stoczniach – 20 maja 2005 roku. Pierwsze bloki stępki położono natomiast na pochylni 21 lipca 2006 roku. Okręt wodowano 10 marca 2008 roku, korzystając z najwyższego w tym roku przypływu, w obecności rodziny królewskiej – otrzymał on imię króla Hiszpanii Jana Karola I, a matką chrzestną jednostki została królowa Zofia. Po ukończeniu w czerwcu prób stoczniowych, 30 września 2010 roku nastąpiło podniesienie bandery, w obecności króla – patrona okrętu. „Juan Carlos I” następnie rozpoczął próby morskie, zaplanowane na kolejne 12 miesięcy. Wstępny budżet wynosił 360 milionów euro, jednakże okręt kosztował łącznie 462 miliony euro (około 600 milionów dolarów).
„Juan Carlos I” stał się największym okrętem w dziejach marynarki hiszpańskiej i największym zbudowanym w Hiszpanii. Określany był początkowo jako okręt projekcji strategicznej (hiszp. Buque de Proyección Estratégica). Klasyfikowany jest jako okręt desantowy-lotniskowiec (hiszp. buque anfibio portaeronaves), a według klasyfikacji międzynarodowej NATO jako LHD (Landing Helicopter Dock – śmigłowcowiec desantowy-dok). Zastąpił w służbie dwa stare okręty desantowe „Hernán Cortés” (L41) i „Pizarro” (L42) amerykańskiego typu Newport. Początkowo wspierał działania lotnicze jedynego hiszpańskiego lekkiego lotniskowca „Principe de Asturias”, a po jego wycofaniu ze służby w 2013 roku, przejął część obowiązków lotniskowca. Podkreśla się jednak, że traktowanie okrętu jako pełnowartościowego lekkiego lotniskowca jest utrudnione z uwagi na rozwijaną zbyt małą prędkość. Projekt „Juana Carlosa I” został jednak uznany za udany i oparto na nim następnie dwa okręty desantowe typu Canberra („Canberrra” i „Adelaide”) budowane dla Królewskiej Marynarki Australijskiej, a w 2016 roku rozpoczęto budowę także „Anadolu” dla Tureckiej Marynarki Wojennej. Hiszpania zamierzała początkowo zbudować drugi okręt tego typu, lecz plany te zarzucono w 2014 roku z powodów oszczędności.

## Opis techniczny

### Architektura i kadłub

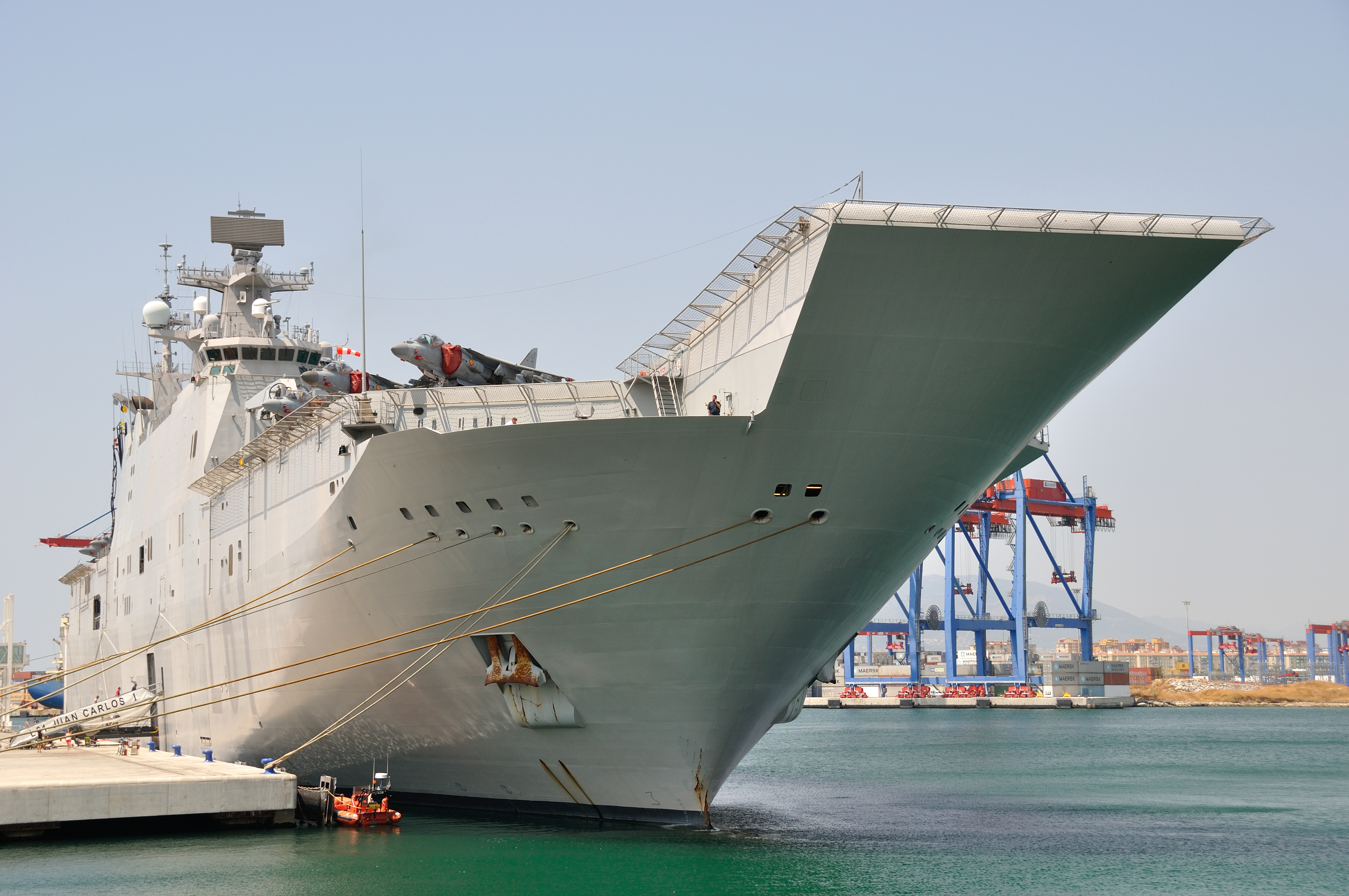
„Juan Carlos I” od dziobu (2013)

„Juan Carlos I” ma masywny kadłub o długości całkowitej 230,82 m, szerokości 32 m i wysokości burt do pokładu lotniczego 27,5 m. Wyporność pełna wynosi 27 560 t. Na prawie całej długości okrętu, z wyjątkiem rufy, ciągnie się pokład lotniczy o prostokątnym obrysie, wymiarach 201,9 × 32 m i powierzchni 5440 m². Z lewej strony na dziobie pokład lotniczy przechodzi w skocznię o nachyleniu do 12°, dla wspomagania startu samolotów typu STOVL – jest to pierwszy przypadek zastosowania skoczni na okręcie innej klasy, niż lotniskowiec. Na pokładzie lotniczym wydzielono osiem stanowisk dla śmigłowców (sześć na lewej burcie i dwa na prawej: na dziobie i za nadbudówką). Jednocześnie może z nich operować sześć śmigłowców średnich (wielkości AB 212, NH90 lub SH-3 Sea King) albo cztery ciężkie (jak CH-47 Chinook). Oprócz ośmiu śmigłowców na stanowiskach, na pokładzie może być ustawione dalsze sześć średnich śmigłowców ze złożonymi łopatami wzdłuż nadbudówki oraz po jednym na podnośnikach lotniczych. Na prawej burcie na pokładzie lotniczym, typowo dla lotniskowców, umieszczona jest wąska, lecz długa i dość wysoka nadbudówka o gładkich pochyłych ścianach, mieszcząca większość pomieszczeń bojowych. W jej przedniej części na najwyższej kondygnacji znajduje się przeszklone główne stanowisko dowodzenia, a za nim z lewej strony nadbudówki, nad pokładem lotniczym, umiejscowione jest stanowisko kontroli lotów. Na dachu znajdują się trzy podstawy dla anten oraz dwa wyloty spalin, ukształtowane w formie graniastosłupów w celu zmniejszenia odbicia radarowego; na rufowej podstawie znajduje się niewielki maszt. Jeden podnośnik lotniczy umieszczony jest po prawej burcie przed nadbudówką, a drugi centralnie, na końcu pokładu lotniczego, który nie dochodzi do samej rufy okrętu. Podnośniki lotnicze mają udźwig 27 ton.

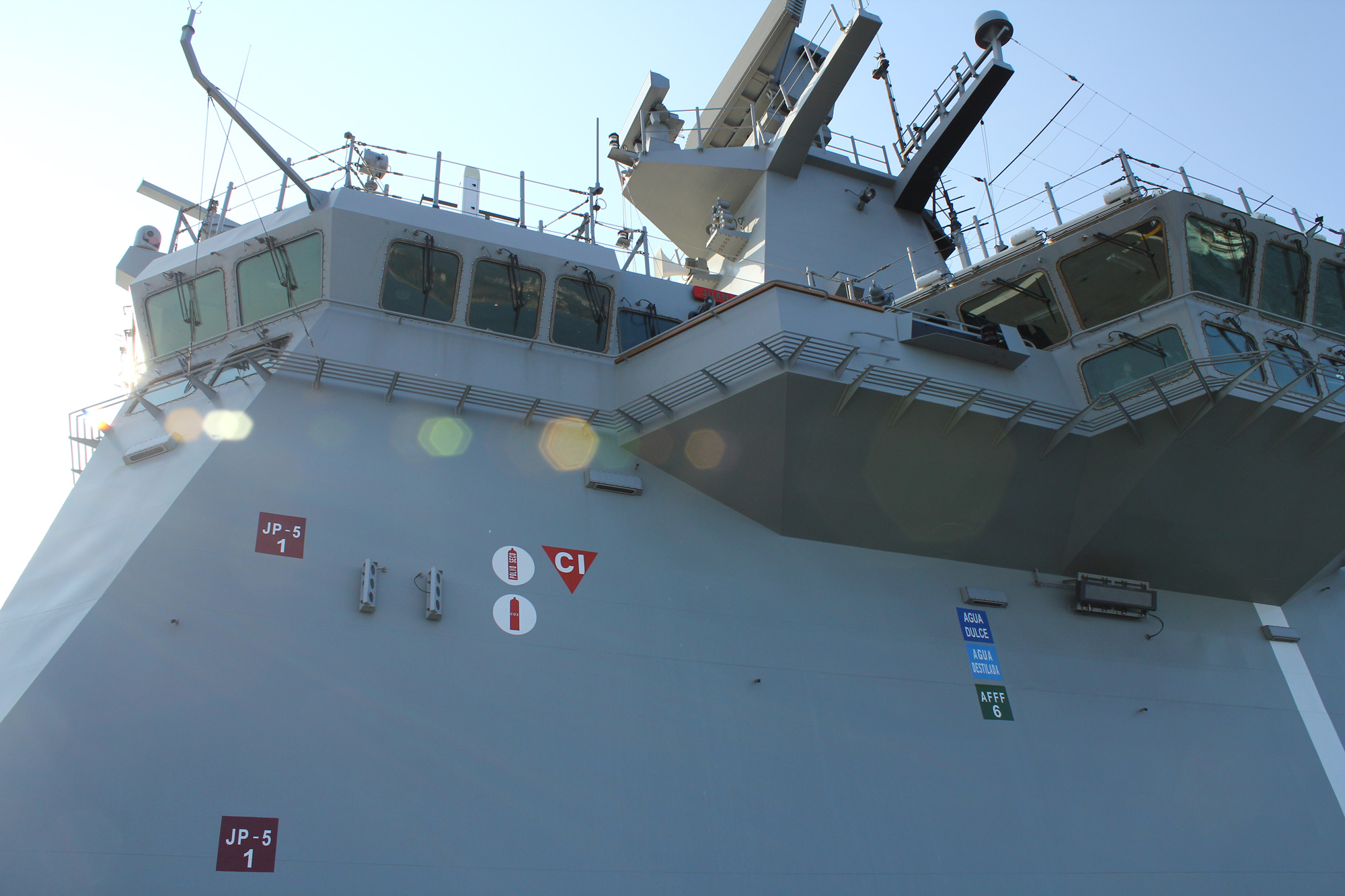
Główne stanowisko dowodzenia i stanowisko kontroli lotów

Pod pokładem lotniczym znajduje się pokład hangarowy, na którym w części rufowej mieści się hangar o powierzchni 985 m², a w dziobowej pokład ładunkowy o powierzchni 1880 m² do transportu lekkiej techniki wojskowej. Uniwersalność okrętu zwiększa możliwość hangarowania na pokładzie ładunkowym także dalszych śmigłowców, albo transportu pojazdów w hangarze. Może być hangarowane także 10 ciężkich śmigłowców Chinook, ze zdemontowanymi łopatami wirników. Niżej znajduje se pokład mieszkalny, a jeszcze niżej, ze względów statecznościowych, pokład ładunkowy o powierzchni 1480 m² do transportu ciężkiej techniki w rodzaju czołgów. Zatapialny dok, umieszczony w części rufowej tego pokładu, ma wymiary 69,3 × 16,8 m i powierzchnię 1165 m², zamykany jest od tyłu rampą o wymiarach 16,8 × 11,5 m. Pod sufitem doku znajduje się suwnica o udźwigu 18 ton, ułatwiająca załadunek na barki. Załadunek na dolny pokład bezpośrednio z nabrzeża umożliwiają dwie furty w prawej burcie z rozkładanymi rampami o nośności 65 ton. Komunikację między pokładami ładunkowymi zapewnia wewnętrzna skośna rampa przy lewej burcie, przeciwległej do furt burtowych, oraz podnośnik o udźwigu 16 ton.
Załoga według oficjalnych danych składa się z 295 osób, w tym 31 oficerów, 53 podoficerów i 201 marynarzy. Inne źródła podawały 243 lub 261 osób. Ponadto okręt zabiera personel lotniczy w zależności od misji, oraz desant. Pomieszczenia mieszkalne i rekreacyjne załogi i desantu (lub ewakuowanych osób) znajdują się w części dziobowej kadłuba i między pokładami ładunkowymi. Okręt posiada dobrze wyposażony blok szpitalny z dwiema salami operacyjnymi, izbą chorych na 56 łóżek i oddziałem intensywnej terapii na 8 łóżek. W jego skład wchodzi także m.in. gabinet dentystyczny, pracownia RTG, sala pierwszej pomocy i laboratoria. W razie potrzeby okręt może ewakuować do 1000 osób z obszarów katastrof humanitarnych.

### Możliwości transportowe i grupa lotnicza

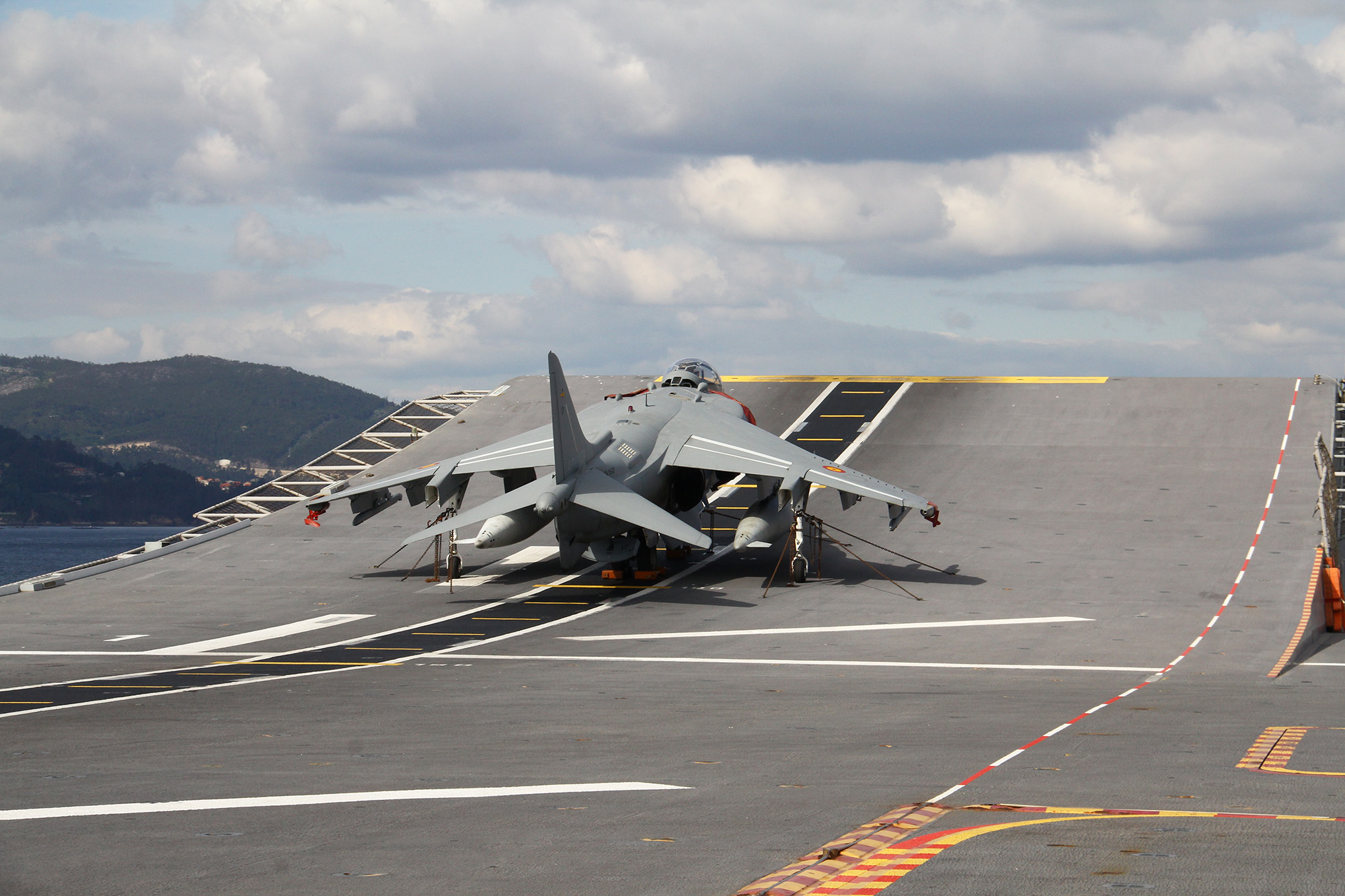
Samolot AV-8B Harrier II zaparkowany w kierunku skoczni

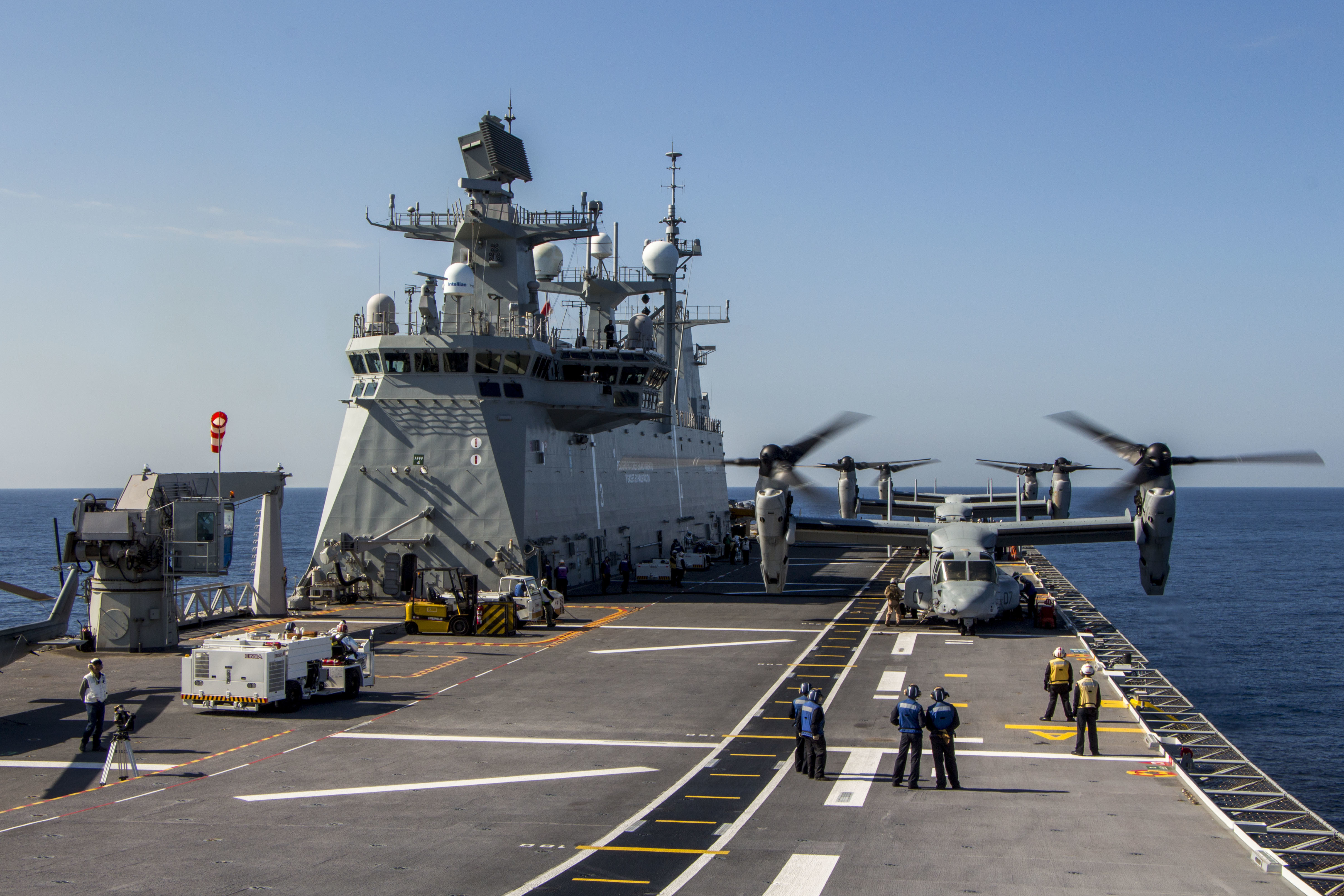
Ćwiczenia w operowaniu amerykańskich zmiennopłatów MV-22 Osprey

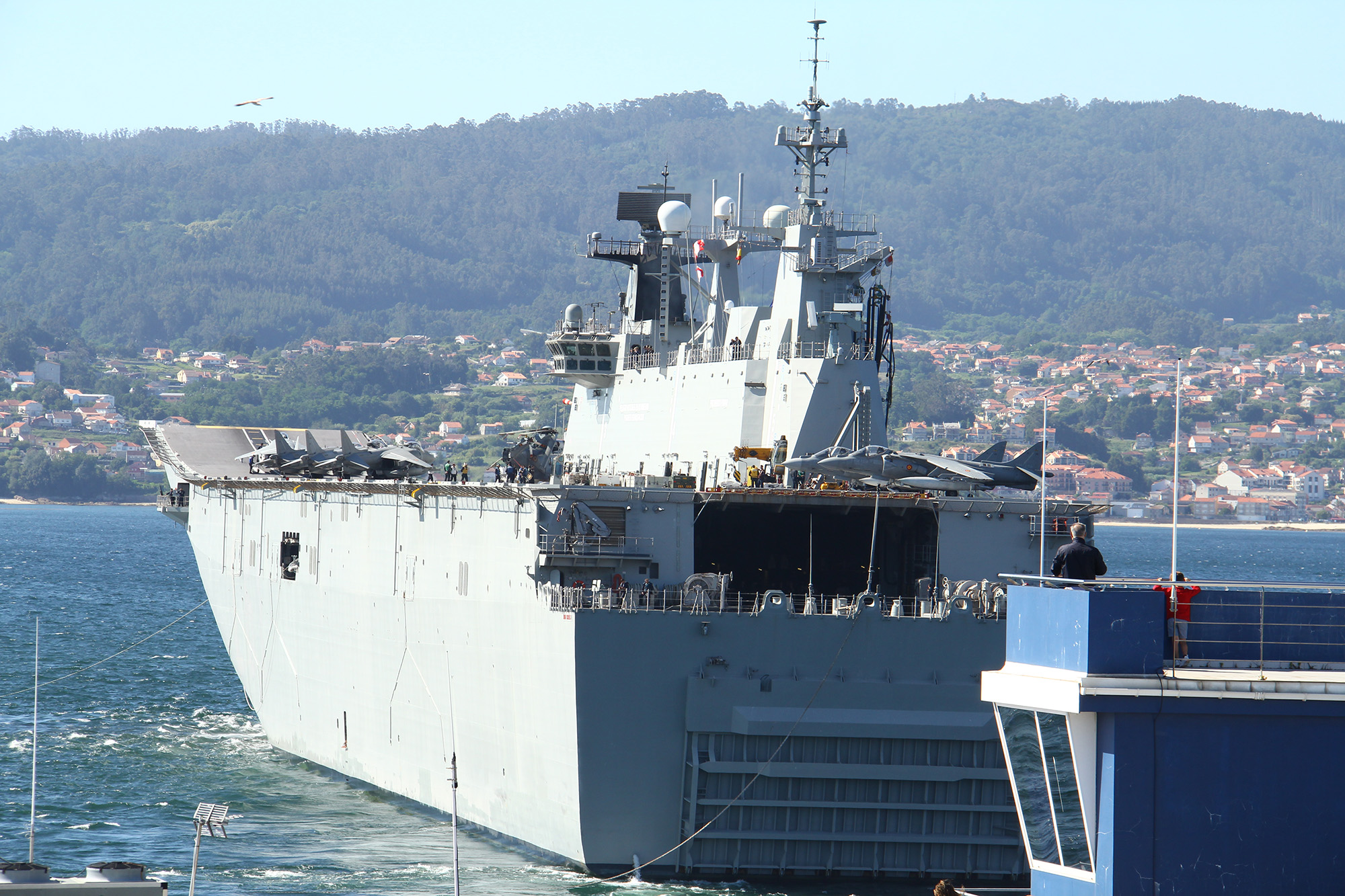
„Juan Carlos I” od rufy

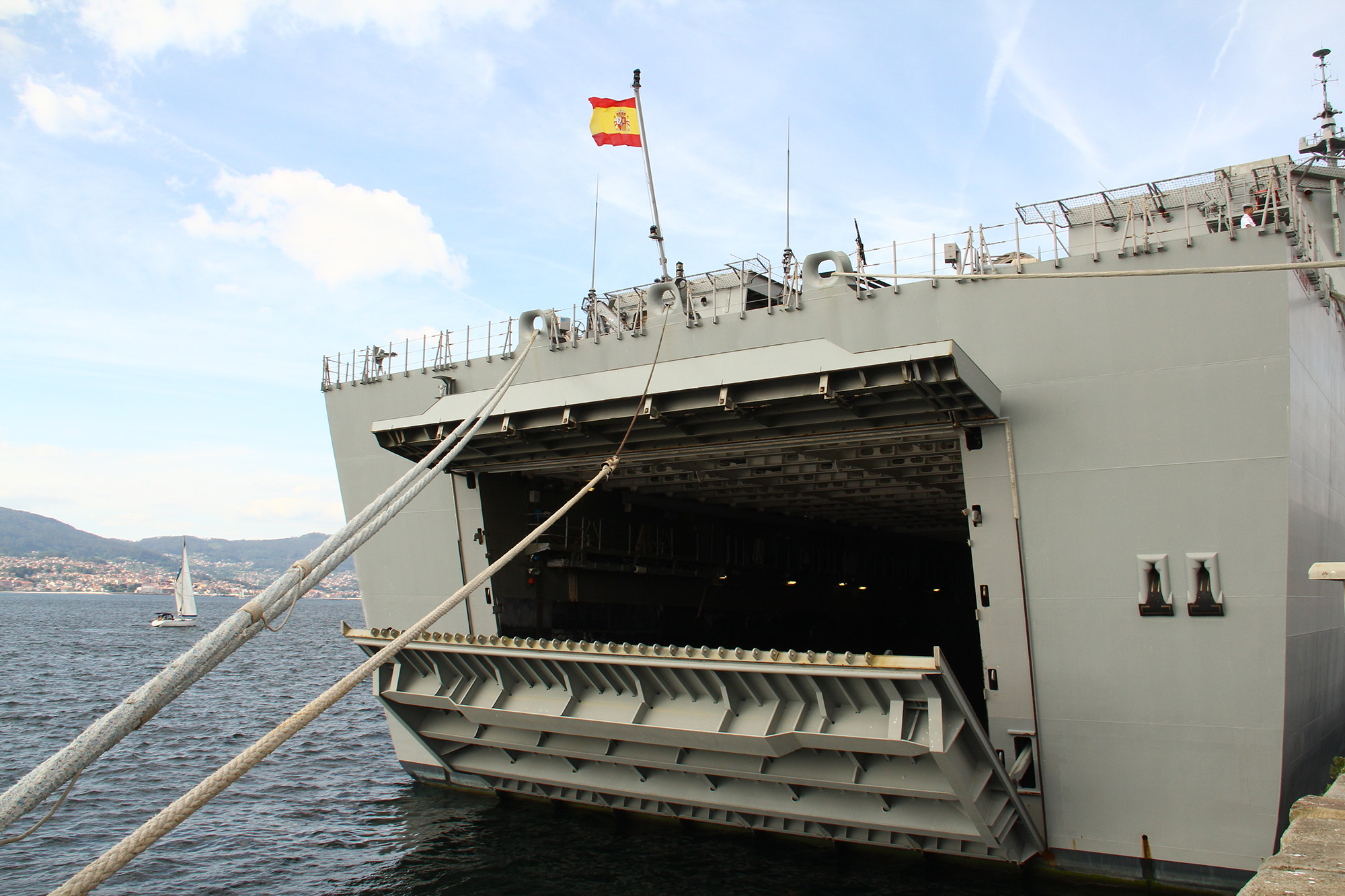
Furta rufowa

„Juan Carlos I” zabiera do zatapialnego doku cztery barki desantowe typu LCM-1E oraz 4-6 łodzi hybrydowych SuperCat. Barki LCM-1E konstrukcji hiszpańskiej, budowane od 2001 roku, mają wyporność standardową 56,6 t, długość 23,3 m i mogą przenosić jeden czołg lub dwa transportery opancerzone. Alternatywnie można zabrać cztery barki LCM-8 lub jeden poduszkowiec desantowy amerykańskiego typu LCAC. Może transportować 30 czołgów Leopard 2 lub innych, a w maksymalnej konfiguracji jeszcze 16 w doku zamiast barek. Może zabrać oprócz tego lżejsze pojazdy i około 900 żołnierzy desantu. Okręt może przewieźć ogółem do 170 różnych pojazdów lub 144 kontenerów TEU (76 na pokładzie dolnym i 67 na górnym). 
Okręt nie ma stałej grupy lotniczej, lecz jej skład dobierany jest do wykonywanych zadań. Maksymalnie w misjach desantowych może przenosić do 30 średnich i ciężkich śmigłowców. Jako lotniskowiec przenosi 10–12 samolotów krótkiego lub pionowego startu i lądowania (V/STOL) AV-8B Harrier II (używanych przez 9. Eskadrę lotnictwa marynarki) lub w przyszłości F-35B oraz podobną liczbę śmigłowców. Bez śmigłowców okręt może zabrać do 19 AV-8B. Używane mogą być śmigłowce średnie, będące na wyposażeniu lotnictwa marynarki: Sikorsky SH-3 Sea King, Sikorsky SH-60B Seahawk, Agusta-Bell 212, i lekkie Hughes 500. Przede wszystkim jako śmigłowce transportowe bazują na nim SH-3D/W z 5. Eskadry, a także lżejsze AB-212 z 3. Eskadry. Operować z okrętu mogą także śmigłowce ciężkie wojsk lądowych CH-47 Chinook lub średnie NH90 i Eurocopter Cougar oraz amerykańskie zmiennopłaty MV-22 Osprey.

### Uzbrojenie
Uzbrojenie obronne okrętu jest ograniczone do minimalnych możliwości samoobrony i według literatury, tworzą je cztery działka GAM-B01 kalibru 20 mm oraz cztery karabiny maszynowe 12,7 mm. Oficjalne źródła Marynarki Hiszpańskiej jednak wskazują obecnie tylko na uzbrojenie w cztery karabiny maszynowe 12,7 mm. Możliwe jest zainstalowanie w przyszłości wyrzutni pocisków przeciwlotniczych bliskiego zasięgu RAM lub ESSM.

### Napęd
Siłownia okrętu jest kombinowana, spalinowo-elektryczno-turbogazowa (układ CODLAG). Bezpośrednio napędzają go dwa gondolowe pędniki azymutalne ABB Azipod, z których każdy składa się z silnika prądu stałego Siemens o mocy 11 000 kW i dwóch śrub Schottel o średnicy 4,5 m umieszczonych w układzie tandem. Pędniki zamontowane są obrotowo pod rufą okrętu, który nie ma klasycznych sterów, i zapewniają bardzo dobrą manewrowość. Dodatkowo na dziobie znajdują się dwa stery strumieniowe. Prąd wytwarzają generatory elektryczne, napędzane przez jedną turbinę gazową rozpowszechnionego na świecie typu General Electric LM2500 o mocy 19 750 kW i dwa silniki wysokoprężne MAN Izar 6V32/40 o mocy po 7860 kW.

### Wyposażenie

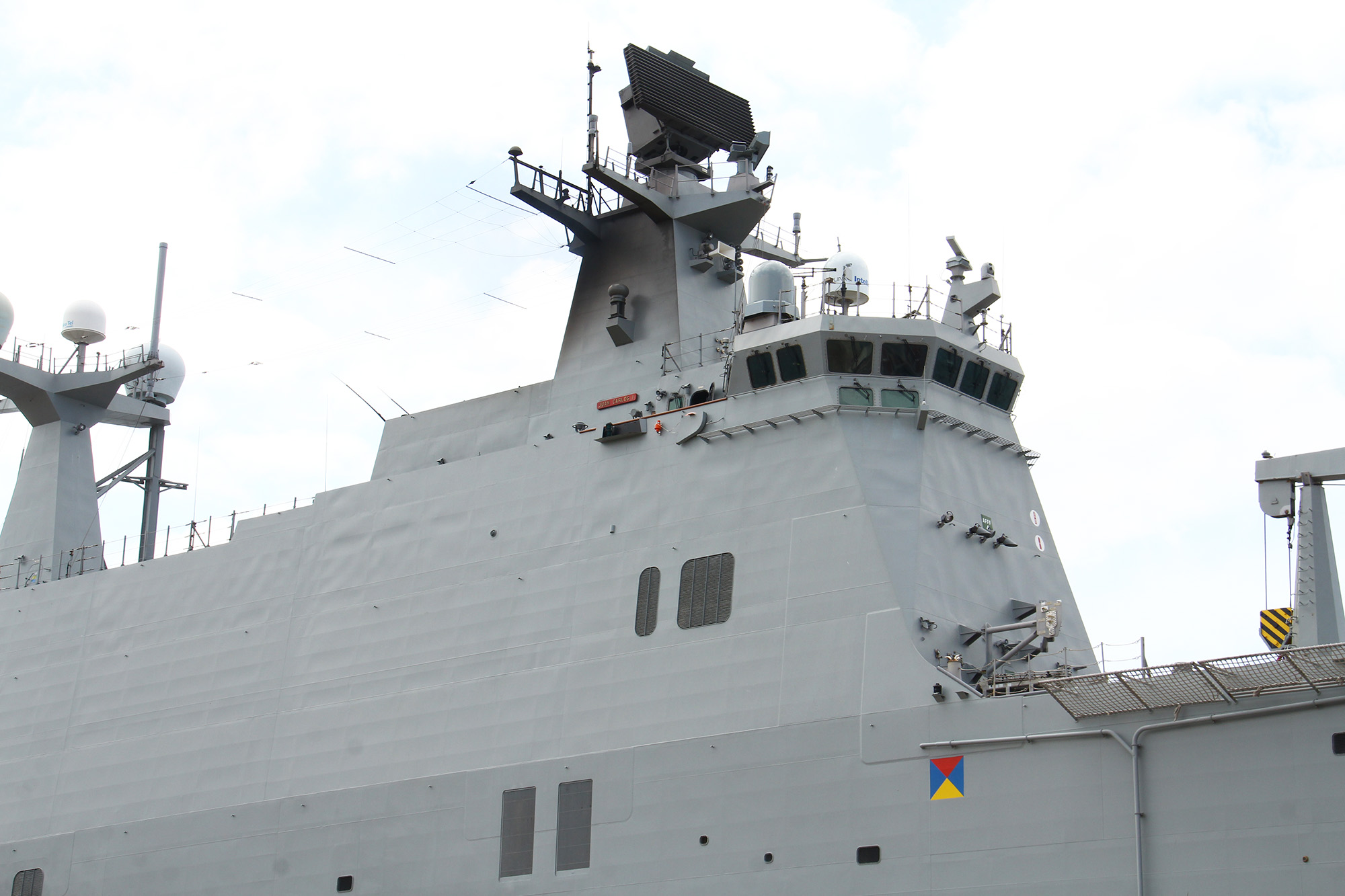
Nadbudówka z radarami

Okręt ma bogate wyposażenie radioelektroniczne. Trójwspółrzędny radar Indra Lanza N pracujący w paśmie D, na maszcie dziobowym, umożliwia wykrywanie celów w odległości do 330 km i na wysokości do 31 km. „Juan Carlos I” ma dwa radary nawigacyjne – „cichy” radar Indra Aries, o małej mocy emisji, pracujący w paśmie I/J, oraz radar Northrop Grumman Sperry Marine VisionMaster FT, również pracujący w paśmie I/J. System radiolokacyjny Aries SAAS służy do śledzenia celów powietrznych, w tym pocisków przeciwokrętowych, a system Aries PAR do sprowadzania własnych statków powietrznych. 
Bojowe centrum informacji wyposażone jest w 12 konsol operatorskich podłączonych do systemu dowodzenia Scomba (pracującym w systemie Linux). Rozbudowane są także systemy walki radioelektronicznej: system zakłócania pracy radarów Indra Rigel i system zakłócania łączności Mk 9500 Regulus. Okręt wyposażony jest w 6 wyrzutni celów pozornych Mk 36 SRBOC i holowaną pułapkę na torpedy akustyczne SLQ-25A Nixie. „Juan Carlos I” posiada także liczne systemy łączności radiowej i satelitarnej.

## Służba

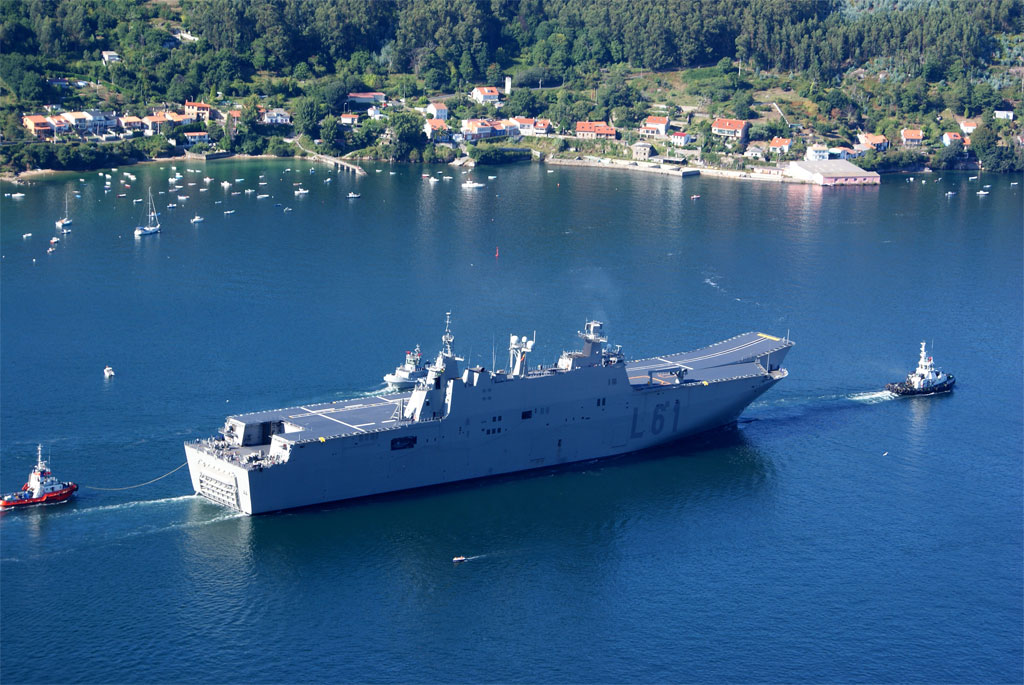
Widok z góry w Ferrolu, 2010 r.

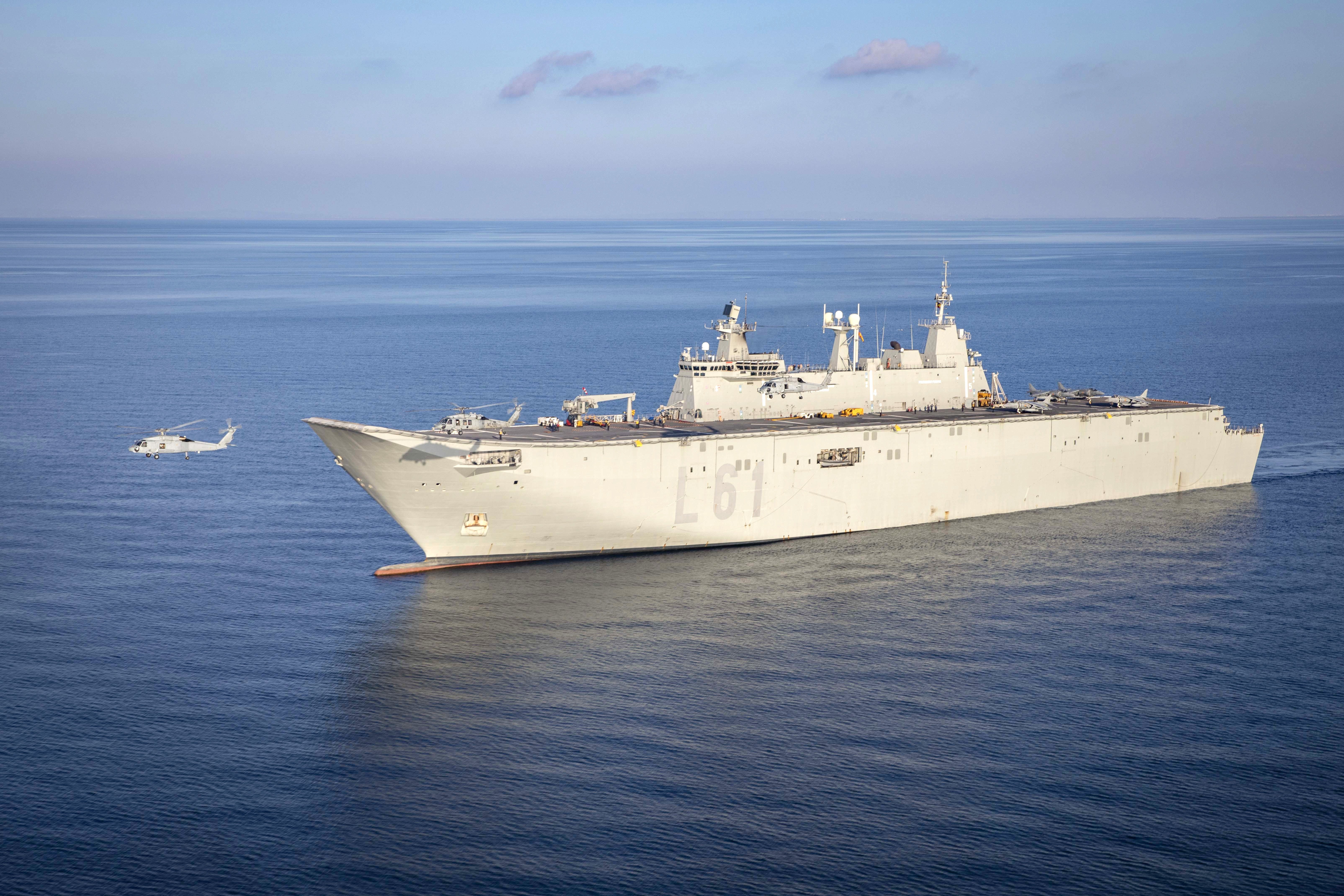
„Juan Carlos I” na Adriatyku, 2023

Po wejściu do służby „Juan Carlos I” stacjonuje w bazie Rota. W lutym 2011 wziął udział w ćwiczeniach hiszpańskich sił desantowych ADELFIBEX 01/11 w Zatoce Kadyksu, z okrętami desantowymi „Castilla” i „Pizarro”. 8 lutego 2011 roku po raz pierwszy lądowały na nim śmigłowce (jako pierwszy SH-3D Sea King z 5. Eskadry). 2 maja 2011 roku okręt wyruszył na dłuższy rejs próbny na Morze Śródziemne i tego dnia doszło na nim do pierwszego startu samolotu AV-8B Harrier II z 9. Eskadry. Podczas trwającego ponad miesiąc rejsu odwiedził Las Palmas de Gran Canaria, Kartagenę, Tulon we Francji, Stambuł i Ceutę.
W grudniu 2011 roku prowadzono próby operowania z okrętu śmigłowców ciężkich lotnictwa wojsk lądowych (FAMET) CH-47 Chinook. Okręt brał udział następnie w dalszych ćwiczeniach floty. W 2012 roku przeprowadzono próby operowania śmigłowców Tigre i Cougar lotnictwa FAMET. 17 września 2013 roku okręt otrzymał banderę bojową od królowej Hiszpanii Zofii podczas uroczystości w porcie w Kadyksie. 
W czerwcu 2014 roku testowano operowanie z okrętu amerykańskich zmiennopłatów MV-22 Osprey. Między 16 a 26 października 2014 roku okręt uczestniczył w manewrach NATO Noble Mariner 14 w Zatoce Kadyks, z okrętami z 16 państw, w tym Polski. Na początku 2015 roku okręt przeszedł pierwszy przegląd i remont w Rota. Podczas ćwiczeń NATO Trident Juncture w październiku i listopadzie 2015 roku zaokrętowano na „Juana Carlosa I” cztery MV-22 Ospreye z eskadry amerykańskiego Korpusu Piechoty Morskiej – był to pierwszy przypadek, kiedy eskadra lotnictwa USMC operowała z zagranicznego okrętu. Oprócz tego w skład grupy lotniczej wchodziło wówczas 6 hiszpańskich AV-8B Harrier II i śmigłowiec AB-212.
W czerwcu 2024 roku brał udział w ćwiczeniach BALTOPS na Bałtyku, operując w grupie z polskim okrętem transportowym ORP „Poznań” i między innymi biorąc udział w wysadzeniu desantu na poligonie w Ustce.